# إنتاج على أساس الطلب
الإنتاج على أساس الطلب الذي يسمى أحياناً «إنتاج لمرة واحدة» لعميل معين أو دفعة صغيرة. وهو أقدم شكل من أشكال الإنتاج. مع إنتاج بالدفعة والإنتاج المتواصل هي أساليب الإنتاج الثالث الرئيسية.
وغالبا ما يرتبط الإنتاج مع الوظيفة الكلاسيكية الإنتاج الحرفي، والشركات الصغيرة (صنع السور للمنزل محددة، بناء / إصلاح جهاز كمبيوتر لعميل معين، مما يجعل الزهور لحضور حفل زفاف محددة إلخ)، ولكن الشركات الكبيرة استخدام وظيفة الإنتاج أيضا. ومن الأمثلة على ذلك:
- تصميم وتنفيذ حملة إعلانية
- تدقيق حسابات كبيرة شركة عامة محدودة
- بناء مصنع جديد
- تركيب الآلات في مصنع
- تشغيل دفعة من أجزاء لكل ألف الرسم CAD توفيره من قبل العميل
- بناء جسر البوابة الذهبية

محلات تلفيق وآلة محلات الذي عمل هو في المقام الأول لإنتاج نوع الوظيفة غالبا ما تسمى 'متجر الوظيفي ق. ويطلق على الأشخاص أو الشركات المرتبطة بها في بعض الأحيان 'تجار الجملة.
إنتاج العمل هو، في جوهره، تصنيع على أساس تعاقدي، وبالتالي فإنه يشكل مجموعة فرعية من حقل أكبر من عقود التصنيع. لكن الحقل الأخير يشمل أيضا، بالإضافة إلى جوبينج، وهو مستوى أعلى من الاستعانة بمصادر خارجية في إحدى الشركات التي خط المنتج وتعيش حياة كريمة يعهد انتاجها بالكامل للمقاول، بدلا من مجرد أجزاء منه الاستعانة بمصادر خارجية.

## فوائد وعيوب
الفوائد الرئيسية من الإنتاج الوظيفي ما يلي:
- يمكن أن توفر أجزاء الطوارئ أو الخدمات، مثل بسرعة مما يجعل جزءا آلة من شأنها أن تستغرق وقتا طويلا للحصول على خلاف ذلك
- ويمكن توفير قطع أو الخدمات للآلات أو الأنظمة التي هي على خلاف ذلك غير متوفرة، كما هو الحال عندما المورد الأصلي لم يعد يعتمد على المنتج أو يخرج من الأعمال (المعزول)
- العمل بشكل عام ذات جودة عالية
- على مستوى عال من التخصيص هو ممكن لتلبية متطلبات العملاء بالضبط
- مرونة كبيرة هو ممكن، وخصوصا عندما بالمقارنة مع الإنتاج الضخم
- العمال يمكن أن يكون الدافع بسهولة نظرا لطبيعة المهرة من العمل أنهم يؤدون

مساوئ تشمل ما يلي:
- ارتفاع تكلفة الإنتاج
- إعادة الهندسة: أحيانا الرسومات الهندسية أو تقييما الهندسية، بما في ذلك الحسابات أو المواصفات، ويجب ان يتم قبل أن تتمكن من إنجاز العمل
- يتطلب استخدام اليد العاملة المتخصصة (مقارنة مع الوظائف المتكررة، التي تتطلب مهارات متدنية في الإنتاج الضخم)
- بطء بالمقارنة مع الطرق الأخرى (إنتاج دفعة والإنتاج الضخم)

## السمات الأساسية
وهناك عدد من الميزات التي يجب أن تنفذ في بيئة إنتاج العمل، وهي تشمل:
يجب تعيين * تعاريف واضحة ل 'أهداف'.
- حدد بوضوح 'عملية صنع القرار'.